# Dracénie Provence Verdon agglomération
Dracénie Provence Verdon agglomération (ex-Communauté d'Agglomération Dracénoise), créée en 2000, regroupe vingt-trois communes du département du Var, dont Draguignan. DPVa est la troisième intercommunalité du Var par sa population, après Estérel Côte d'Azur Agglomération et la Métropole Toulon Provence Méditerranée. Regroupant plus de 107 000 habitants, l'agglomération dracénoise est située à mi-chemin des trois grandes métropoles régionales (Marseille-Aix-en-Provence, Nice et Toulon) et à proximité de trois grands sites touristiques majeurs : le Verdon, le Golfe de Saint-Tropez et la Côte d'Azur.
En mai 2019, la Communauté d'Agglomération Dracénoise change de nom pour devenir Dracénie Provence Verdon agglomération. Une consultation citoyenne sur ce sujet est faite courant juin et juillet 2018.

## Histoire
- Entente intercommunale

Par délibération de la municipalité de Draguignan no 84-025 du 27 mars 1984 (présentation du projet et accord de principe) et création par délibération no 84-044 du 11 avril 1984 une « Entente intercommunale entre les communes de Draguignan, Trans et Flayosc », avait été concrétisée pour assurer la concertation et la coopération sur tous les sujets d'intérêt commun, et notamment la distribution de l'eau, l'assainissement, le ramassage des ordures ménagères et les transports scolaires.
- Création de la CAD

Créée par arrêté préfectoral le 31 octobre 2000, la Communauté d'Agglomération Dracénoise traduit le souhait de 8 communes (Les Arcs-sur-Argens, Châteaudouble, Draguignan, Figanières, Lorgues, La Motte, Taradeau et Trans-en-Provence) de s'unir en vue d'élaborer et de conduire ensemble un projet commun de développement et d'aménagement de leur territoire.
Christian Martin, maire de Draguignan, en a été élu le premier président le 12 décembre 2000.
Le but de la création de cette intercommunalité était de « favoriser l'emploi et améliorer le cadre de vie », la CAD représentant une « communauté de devenir ».
La communauté d’agglomération dracénoise s’est ainsi engagée dans une démarche de démocratie participative et de débat public à travers son propre Conseil de développement : le Conseil de Développement de la Dracénie.
En décembre 2001, son périmètre est élargi à seize communes avec l'intégration d'Ampus, Bargemon, Callas, Claviers, Flayosc, Le Muy, Montferrat et Vidauban. Sa population est alors estimée à 97 000 habitants.
En janvier 2014, l'agglomération dracénoise accueille trois nouvelles communes : Saint-Antonin-du-Var, Salernes et Sillans-la-Cascade. En 2016, sa superficie est alors de 914 km2 pour une population légale totale de plus de 107 000 habitants.
Le 1er janvier 2017, avec la dissolution de la Communauté de communes Artuby-Verdon, quatre nouvelles communes intègre l'agglomération : Comps-sur-Artuby, Bargème, La Roque-Esclapon et La Bastide.
En mai 2019, la Communauté d'Agglomération Dracénoise change de nom et devient Dracénie Provence Verdon agglomération.

## Territoire communautaire: la «Dracénie»

### Géographie
Le nom de Dracénie est dérivé du gentilé dracénois, les habitants de Draguignan. La Dracénie a de nombreux atouts culturels, touristiques et naturels, son terroir et ses marchés provençaux, ses métiers d’art, à travers ses villages perchés blottis sur les contreforts du Verdon, ses forêts et ses musées.

### Composition
La communauté d'agglomération est composée des 23 communes suivantes :

| Nom                  | Code Insee | Gentilé          | Superficie (km2) | Population (dernière pop. légale) | Densité (hab./km2) |
| -------------------- | ---------- | ---------------- | ---------------- | --------------------------------- | ------------------ |
| Draguignan (siège)   | 83050      | Dracenois        | 53,75            | 40 789 (2022)                     | 759                |
| Ampus                | 83003      | Ampusiens        | 82,77            | 894 (2022)                        | 11                 |
| Les Arcs             | 83004      | Arcois           | 54,26            | 7 844 (2022)                      | 145                |
| Bargème              | 83010      | Bargémois        | 27,95            | 214 (2022)                        | 7,7                |
| Bargemon             | 83011      | Bargemonais      | 35,14            | 1 434 (2022)                      | 41                 |
| La Bastide           | 83013      | Bastidans        | 11,76            | 215 (2022)                        | 18                 |
| Callas               | 83028      | Callassiens      | 49,26            | 2 069 (2022)                      | 42                 |
| Châteaudouble        | 83038      | Châteaudoublains | 40,91            | 476 (2022)                        | 12                 |
| Claviers             | 83041      | Clavesiens       | 15,9             | 720 (2022)                        | 45                 |
| Comps-sur-Artuby     | 83044      | Compsois         | 63,49            | 346 (2022)                        | 5,4                |
| Figanières           | 83056      | Figaniérois      | 28,17            | 2 683 (2022)                      | 95                 |
| Flayosc              | 83058      | Flayoscais       | 45,95            | 4 514 (2022)                      | 98                 |
| Lorgues              | 83072      | Lorguais         | 64,37            | 9 803 (2022)                      | 152                |
| Montferrat           | 83082      | Montferratois    | 34,01            | 1 720 (2022)                      | 51                 |
| La Motte             | 83085      | Mottois          | 28,12            | 3 050 (2022)                      | 108                |
| Le Muy               | 83086      | Muyois           | 66,58            | 9 882 (2022)                      | 148                |
| La Roque-Esclapon    | 83109      | Roquois          | 26,98            | 253 (2022)                        | 9,4                |
| Saint-Antonin-du-Var | 83154      | Antonais         | 17,64            | 808 (2022)                        | 46                 |
| Salernes             | 83121      | Salernois        | 39,3             | 3 812 (2022)                      | 97                 |
| Sillans-la-Cascade   | 83128      | Sillanais        | 20,17            | 783 (2022)                        | 39                 |
| Taradeau             | 83134      | Taradéens        | 17,31            | 1 899 (2022)                      | 110                |
| Trans-en-Provence    | 83141      | Transians        | 16,99            | 6 595 (2022)                      | 388                |
| Vidauban             | 83148      | Vidaubanais      | 73,93            | 12 712 (2022)                     | 172                |

### Démographie
| 1968   | 1975   | 1982   | 1990   | 1999   | 2009    | 2014    | 2020    |
| ------ | ------ | ------ | ------ | ------ | ------- | ------- | ------- |
| 42 580 | 49 393 | 61 886 | 75 002 | 85 279 | 100 131 | 107 518 | 108 951 |

## Administration

### Siège
Le siège de la communauté d'agglomération est situé square Mozart à Draguignan.

### Conseil communautaire
La communauté d'agglomération est dirigée par son président, entouré des vingt-six membres du bureau du Conseil communautaire. Les soixante-six représentants des communes de la Dracénie forment le Conseil communautaire.
Chaque commune a un nombre défini de sièges en fonction de l’importance numérique de sa population.
| Nombre de délégués | Communes                             |
| ------------------ | ------------------------------------ |
| 21                 | Draguignan                           |
| 6                  | Vidauban                             |
| 5                  | Le Muy, Lorgues                      |
| 4                  | Les Arcs                             |
| 3                  | Flayosc, Salernes, Trans-en-Provence |
| 2                  | Figanières, La Motte                 |
| 1                  | Les autres communes                  |

### Élus
La communauté d'agglomération est administrée par un conseil communautaire composé de 66 membres représentant (maires ou conseillers municipaux) chacune des communes membres de l'intercommunalité.
Actuellement, la composition du bureau communautaire est la suivante :
|     | Attributions                                                                        | Identité            | Qualité                     |
| --- | ----------------------------------------------------------------------------------- | ------------------- | --------------------------- |
| 1er | Equipements sportifs                                                                | Claude Pianetti     | Maire de Vidauban           |
| 2e  | Habitat et politique du logement                                                    | Claude Alemagna     | Maire de Lorgues            |
| 3e  | Développement économique                                                            | Liliane Boyer       | Maire du Muy                |
| 4e  | Tourisme                                                                            | Valérie Marcy       | Maire de La Motte           |
| 5e  | Milieu naturel, PIDAF et risque incendie                                            | Bernard Chilini     | Maire de Figanières         |
| 6e  | Transition énergétique et développement durable                                     | Nathalie Gonzales   | Maire des Arcs-sur-Argens   |
| 7e  | Administration générale - Communication                                             | Daniel Maria        | Maire de Callas             |
| 8e  | Risques majeurs - Prévention des inondations et eaux pluviales - Milieux aquatiques | Alain Caymaris      | Maire de Trans-en-Provence  |
| 9e  | Finances - Politiques contractuelles - Défense Nationale                            | Serge Baldecchi     | Maire de St-Antonin-du-Var  |
| 10e | SPANC                                                                               | Raymond Gras        | Maire de Montferrat         |
| 11e | Urbanisme et aménagement du territoire                                              | Hugues Martin       | Maire d'Ampus               |
| 12e | Agriculture                                                                         | Albert David        | Maire de Taradeau           |
| 13e | Eau et assainissement                                                               | Christophe Carrière | Maire de Sillans-la-Cascade |
| 14e | Transports et mobilités                                                             | Karine Alsters      | Maire de Flayosc            |
| 15e | Ingénierie aux communes                                                             | Gérald Pierrugues   | Maire de Claviers           |

### Liste des présidents
| Période | Période  | Identité               | Étiquette    | Qualité                                                                                           |
| ------- | -------- | ---------------------- | ------------ | ------------------------------------------------------------------------------------------------- |
| 2000    | 2001     | Christian Martin       | PS           | Maire de Draguignan (1995 → 2001) Conseiller régional de Provence-Alpes-Côte d'Azur (1998 → 2010) |
| 2001    | 2008     | Max Piselli            | UDF puis UMP | Maire de Draguignan (2001 → 2014) Conseiller général du canton de Draguignan (1988 → 2015)        |
| 2008    | 2020     | Olivier Audibert-Troin | UMP-LR       | Conseiller municipal de Draguignan Député du Var (2012 → 2017)                                    |
| 2020    | en cours | Richard Strambio       | SE           | Maire de Draguignan (2014 → en cours)                                                             |

### Compétences et projets

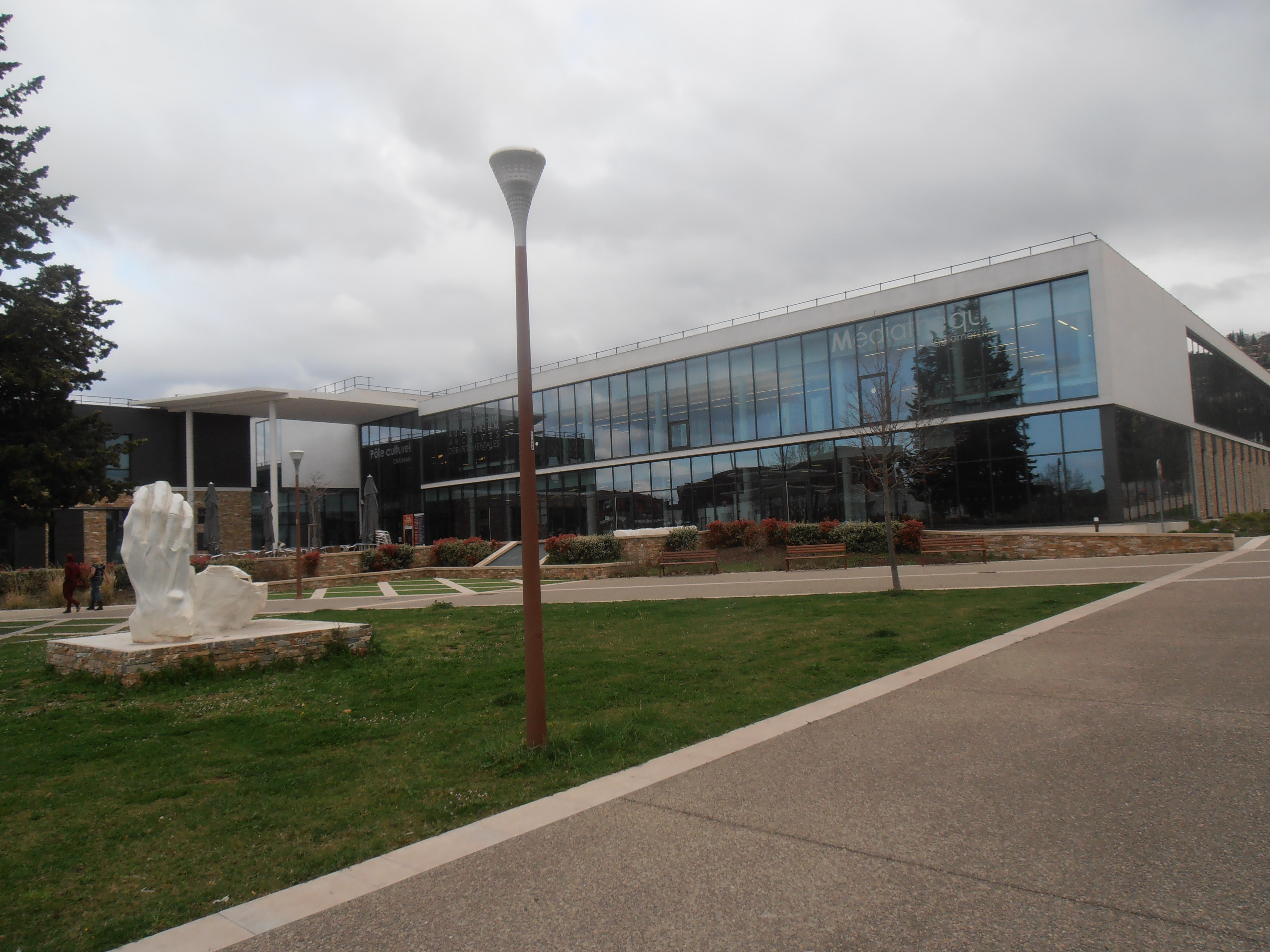
Pôle culturel Chabran
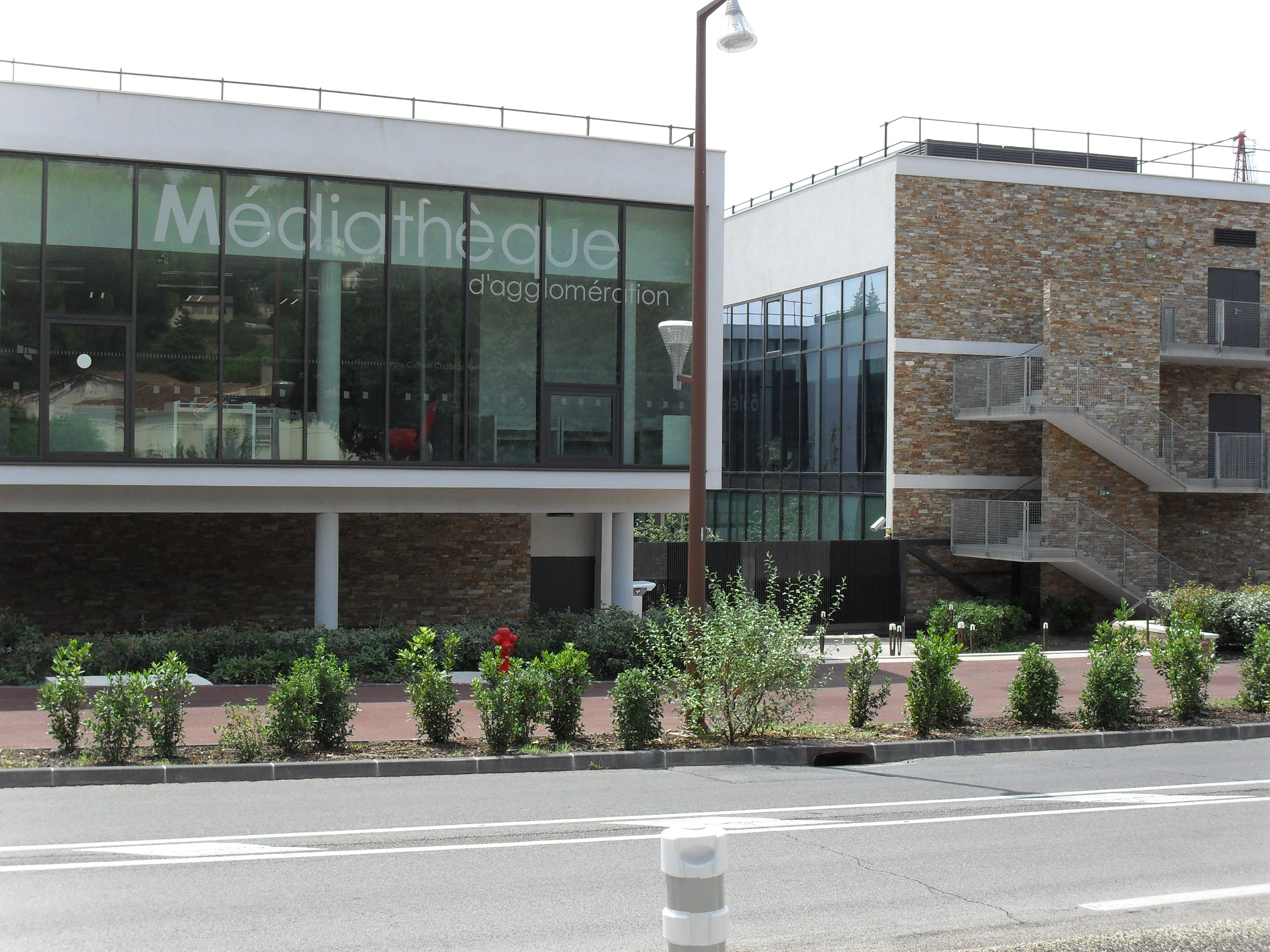
Médiathèque
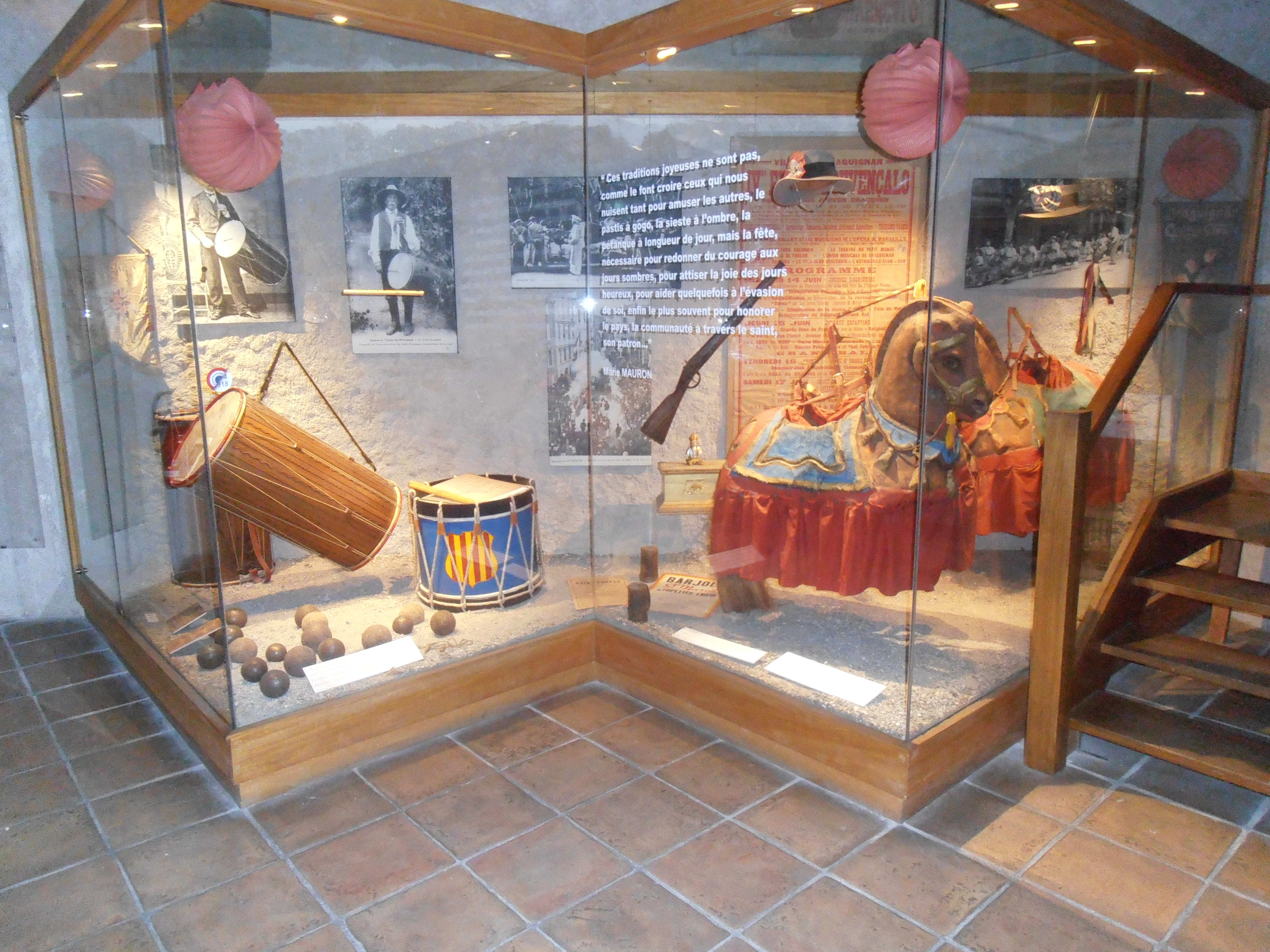
Musée des arts et traditions populaires de Moyenne Provence
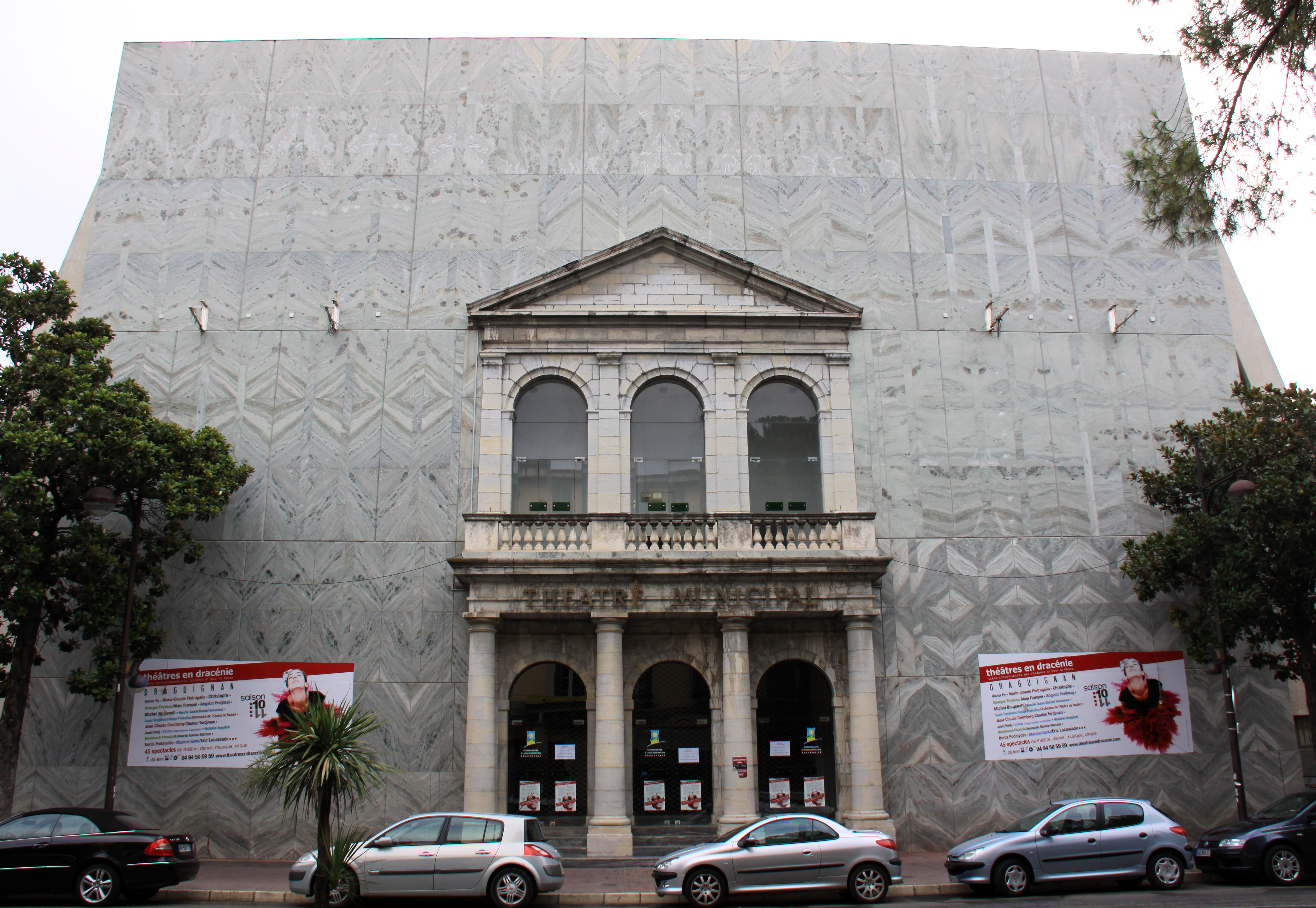
Théâtre géré depuis 2001 par la communauté d'agglomération.

Les compétences communautaires recouvrent des domaines d'intercommunalité contribuant à la solidarité entre les communes (compétences, obligatoires, optionnelles et facultatives) soit directement soit par délégation, dans des domaines essentiels, tels que :
- L'urbanisme et l'environnement :
  - l'aménagement de l’espace communautaire, études urbaines (Les Cadenades, futur écoquartier), développement durable ;
  - l'ingénierie urbaine mutualisée et la prospective. Le SCOT arrêté par le Préfet le 11 juillet 2002 épouse le périmètre de la Communauté d’Agglomération Dracénoise[9] qui en a donc la charge[10] ;
  - l'environnement. La CAD est responsable :
    - de trois sites Natura 2000[11] ;
    - de la Zone logistique des Bréguières entre Draguignan et Les Arcs[12].
    - des Services des ordures ménagères, des déchèteries[13] ;
    - et du service public d'assainissement non collectif (SPANC) pour les 23 communes de la Communauté d'Agglomération Dracénoise[14].
- Le développement économique et le tourisme ;
- Les équipements et infrastructures ;
- Les transports urbains et intercommunaux[15] ;
- L'habitat et politique de la ville ;
- Le conseil intercommunal de sécurité et de prévention de la délinquance (CISPD), qui est le cadre de concertation sur les priorités de la lutte contre l’insécurité et de la prévention de la délinquance sur le territoire de la CAD[16] ;
- le droit des sols ;
- Le Système d'information géographique[17] ;
- Les actions culturelles et la gestion des équipements : pôle culturel Chabran, bibliothèques... ;
- Le sport (gestion des équipements sportifs : stades, piscines).

### Ressources et fiscalité
Pour une population de 109 486 habitants de la communauté d’agglomération dracénoise en 2020, entre 2012 et 2020, les données consolidées « Budget principal et budgets annexes » étaient les suivantes.
| Postes                                             | 2012     | 2013     | 2014     | 2015     | 2016     | 2017     | 2018     | 2019     | 2020     |
| -------------------------------------------------- | -------- | -------- | -------- | -------- | -------- | -------- | -------- | -------- | -------- |
| Produits de fonctionnement                         | 47 195 € | 49 777 € | 52 570 € | 58 290 € | 59 792 € | 61 748 € | 62 450 € | 60 144 € | 84 229 € |
| Charges de fonctionnement                          | 45 370 € | 49 776 € | 52 179 € | 54 816 € | 54 551 € | 58 176 € | 62 605 € | 66 560 € | 77 695 € |
| Ressources d’investissement                        | 37 141 € | 28 959 € | 19 976 € | 16 136 € | 18 893 € | 11 564 € | 15 931 € | 28 264 € | 28 120 € |
| Emplois d’investissement                           | 25 251 € | 14 335 € | 26 666 € | 13 860 € | 11 564 € | 13 895 € | 25 283 € | 18 632 € | 26 131 € |
| Dette                                              | 27 624 € | 30 898 € | 36 031 € | 36 691 € | 22 184 € | 37 866 € | 31 927 € | 39 527 € | 49 587 € |
| Source : Ministère de l'Économie et des Finances,. |          |          |          |          |          |          |          |          |          |

| Postes                                           | 2016 (population de 107 815 habitants) | en € par habitant en 2016 | 2020 (population de 109 489 habitants) | en € par habitant en 2020 |
| ------------------------------------------------ | -------------------------------------- | ------------------------- | -------------------------------------- | ------------------------- |
| Produits de fonctionnement                       | 59 792 000 €                           | 555 €                     | 84 229 000 €                           | 769 €                     |
| Charges de fonctionnement                        | 54 551 000 €                           | 506 €                     | 77 695 000 €                           | 710 €                     |
| Ressources d’investissement                      | 11 629 000 €                           | 108 €                     | 28 120 000 €                           | 257 €                     |
| Emplois d’investissement                         | 11 564 000 €                           | 107 €                     | 26 131 000 €                           | 239 €                     |
| Dette                                            | 36 691 000 €                           | 340 €                     | 49 547 000 €                           | 453 €                     |
| Source : Ministère de l’Économie et des Finances |                                        |                           |                                        |                           |

### Taxe de séjour intercommunale
En tant qu’hébergeur sur le territoire de la Communauté d'agglomération dracénoise (CAD), les établissements et particuliers perçoivent une taxe de séjour auprès des touristes. Celle-ci doit être déclarée à la communauté d'agglomération.

## Hydrographie et les eaux souterraines
L'hydrographie de la communauté de communes s'inscrit dans l'hydrographie d'ensemble du vaste bassin supérieur du Verdon, ce qui explique les mesures prises globalement pour la préservation des ressources en eau et du milieu naturel aquatique.

### Le Schéma d'aménagement et de gestion des eaux du bassin versant du Verdon
Le projet de Schéma d'aménagement et de gestion des eaux (S.A.E.G.E.) du bassin versant du Verdon a été validé par la Commission Locale de l'Eau, le 13 septembre 2012.
L'hydrographie du parc naturel s'inscrit dans l'hydrographie d'ensemble du vaste bassin supérieur du Verdon, ce qui explique les mesures prises globalement pour la préservation des ressources en eau et du milieu naturel aquatique.
La commission locale de l'eau a validé 5 enjeux à traiter dans le "S.A.G.E. du Verdon" :
- Le bon fonctionnement des cours d'eau,
- La préservation du patrimoine naturel lié à l'eau,
- La gestion équilibrée et durable de la ressource,
- La préservation de la qualité des eaux,
- La conciliation des usages et la préservation des milieux.

Liste des 27 communes du Var faisant partie du périmètre du "S.A.G.E. du Verdon" (en gras les 8 communes de la CAD) :
- Aiguines
- Ampus
- Artignosc-sur-Verdon
- Bargème
- Bargemon
- Baudinard-sur-Verdon
- Bauduen
- Brenon
- Châteaudouble
- Châteauvieux
- Comps-sur-Artuby
- Ginasservis
- La Bastide
- La Martre
- La Roque Esclapon
- La Verdière
- Le Bourguet
- Les salles-sur-Verdon
- Moissac-Bellevue
- Montferrat
- Montmeyan
- Régusse
- Saint-Julien le Montagnier
- Seillans
- Trigance
- Vérignon
- Vinon-sur-Verdon

## Publications
- La CAD édite un magazine gratuit, intitulé Dracénie Mag, 
  - Bilan à mi-mandat 2014-2017. Une gestion saine pour des investissements moteurs en 2018, n°49 Hiver 2018, 27 pages.

et également : 
- DRACENEWS : lettre d'information mensuelle de la CAD[27].
- Lettre d'information :
  - Octobre 2015 : « Le diagnostic du territoire : Les étapes du SCOT (Schéma de Cohérence Territoriale) de la Dracénie » : La démographie et l'économie, l'aménagement du territoire, l'environnement.
  - Novembre 2015 : « Le SCOT de la Dracénie : historique de la démarche. Un projet d'avenir pour le territoire ». Que dit le PADD (plan d'aménagement et de développement durable) du SCOT de la Dracénie ? huit objectifs pour trois ambitions fortes : l'ambition économique et sociale, l'ambition urbaine, l'ambition environnementale. Les jalons d'un projet collectif. L’objet de la présentation dans chaque commune est d'exposer dans le détail le Plan Pluriannuel d’Investissements, qui prévoit 60 Md’€ d’investissement sur l’ensemble du territoire, le Projet d’Agglomération et le Schéma de COhérence Territoriale (SCOT) de la Dracénie[28]. La première présentation des projets s'est tenue à Ampus le 12 avril 2016[29].
- Publications diverses[30] :
  - Rapport 2015 sur la situation en matière de développement durable,
  - Rapport 2016 sur la situation en matière de développement durable,
  - 2016-2020 : La communauté d'agglomération dracénoise investit 60 M€ pour l'avenir de son territoire,
  - Politique de la ville : Service juridique de proximité ouvert à tous, Point d'accès au droit,
  - Dracénie, terres de Provence, Guide pratique,
  - Dracénie, terres de Provence, Bienvenue en Dracénie,
  - Schéma de cohérence territoriale (Scot) de la Dracénie, 2030-2035 : le diagnostic de territoire,
  - Dracénie Provence, Belle comme la Provence, Rayonnante comme d'Azur,
  - Dracénie, l'avenir s'offre à nous, Territoires & intercommunalité,
  - Développement économique : s'implanter en Dracénie, aux portes de la Côte d'Azur,
  - Membres du bureau et Conseillers communautaires en Dracénie.
- Dracénie, terres de Provence paru en mai 2016 aux éditions EDISUD
- Bilan à mi-mandat 2014-2017. Une gestion saine pour des investissements moteurs en 2018.
- Conseil d'Agglomération 27 mai 2021